# Benjamin West
Benjamin West PRA (10. října 1738 Springfield, Pensylvánie – 11. března 1820 Londýn) byl anglo-americký malíř historických obrazů působící v období po americké válce za nezávislost a sedmileté válce. V letech 1792–1805 a 1806–1820 byl druhým prezidentem Královské akademie v Londýně. Byl autodidakt, a přestože exceloval v umění, měl pouze nepatrné formální vzdělání a dokonce i jako prezident Královské akademie dokázal jen stěží psát.

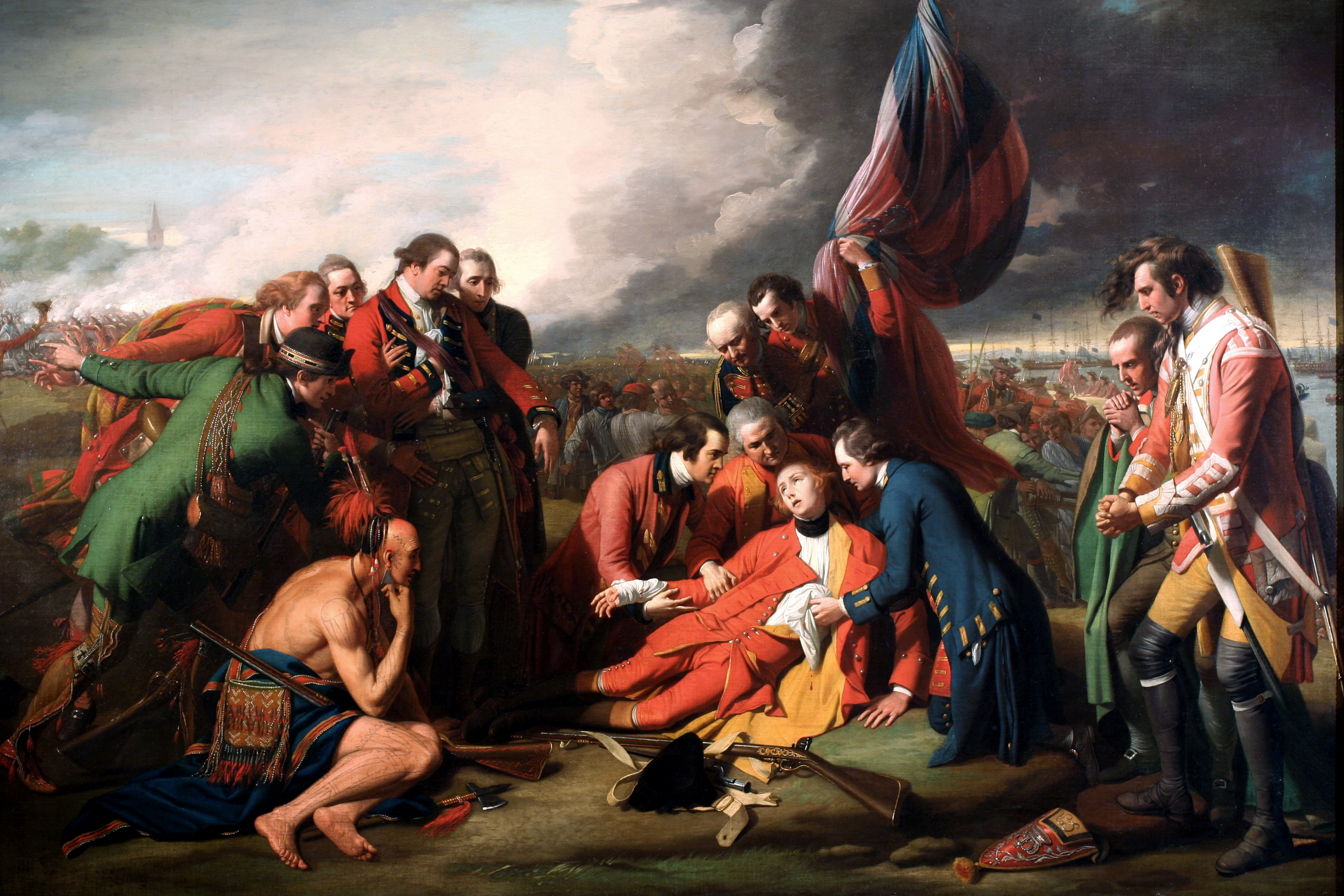
Smrt generála Wolfa v bitvě na Abrahámových polích

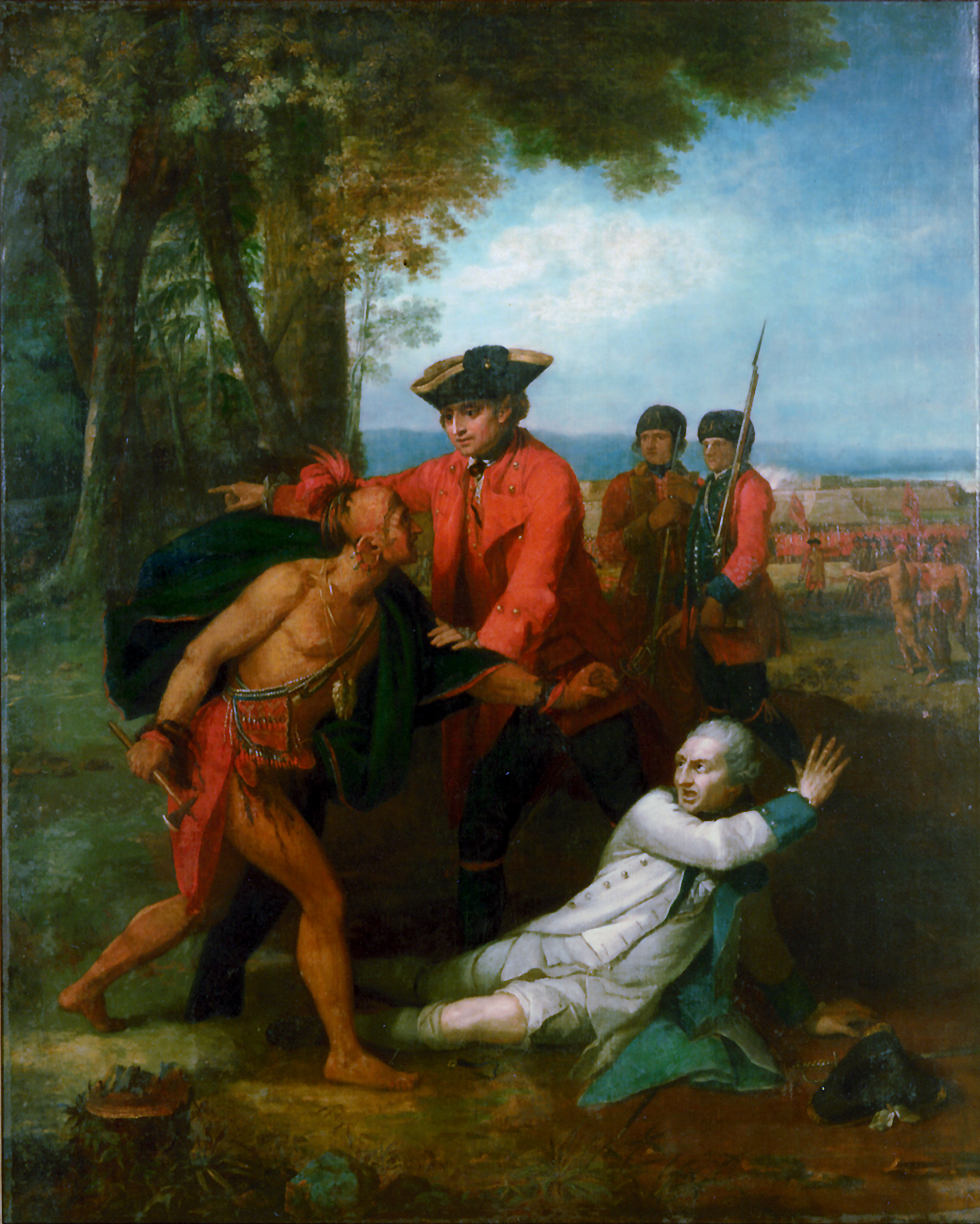
Obraz je důležitý neboť ukazuje v jednom okamžiku všechny tři síly zapojené do francouzsko-indiánsko-anglické války. Zobrazuje anglického generála Sira Williama Johnsona, který právě zabraňuje indiánskému válečníkovi skalpovat zraněného a poraženého Francouze barona Diesku, ležícího na zemi

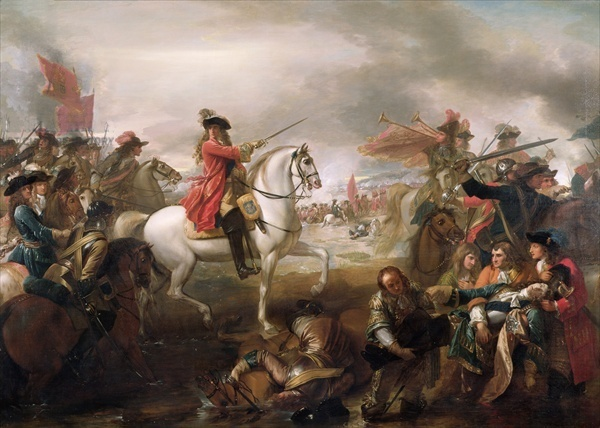
Vilém III. v bitvě u Boyne, Benjamin West

## Mládí
Benjamin West se narodil v Springfieldu v Pensylvánii jako desáté dítě hostinského a jeho manželky; jeho rodný dům dnes leží ve čtvrti Swarthmore v areálu Swarthmore College. Rodina se později přestěhovala do Newtown Square v Delaware County v Pensylvánii, kde jeho otec vlastnil hospodu Square Tavern. West později vyprávěl spisovateli Johnu Galtovi, s nímž spolupracoval na svých memoárech The Life and Studies of Benjamin West (Život a studie Benjamina Westa), že mu v době jeho dětství domorodí Američané ukázali jak malovat pomocí hlíny z břehu řeky smíchané s medvědím tukem. Řekl též, že jednoho dne, když jeho matka odešla na chvíli z domu, nalezl několik lahviček inkoustu a začal malovat portrét své sestry Sally. Když se matka vrátila a uviděla obrázek, řekla: „Ach, to je Sally!“ a políbila ho; West později poznamenal, že „Polibek mé matky ze mě udělal malíře.“ 
V období let 1746 až 1759 West pracoval v Pensylvánii a maloval především portréty. V roce 1756 pobýval v Lancasteru. Jeho mecenáš, puškař William Henry, ho zde přesvědčil, aby namaloval obraz Smrt Sokratova (Death of Socrates) podle rytin Charlesa Rollina, a výsledné dílo výrazně odlišné od předlohy bylo pokládáno za „nejambicióznější a nejzajímavější obraz vytvořený v koloniální Americe.“ Dr. William Smith, rektor vysoké školy College of Philadelphia, viděl malbu v Henryho domě a rozhodl se stát Westovým mecenášem, umožnit mu vzdělání a hlavně jej představit bohatým a vlivným občanům Pensylvánie. Během této doby se setkal s Johnem Wollastonem, známým malířem, který se přistěhoval z Londýna. West se naučil Wollastonovým technikám malování na hedvábí a satén a přijal také některé z jeho „způsobů, z nichž nejvýznamnější bylo namalovat všem svým figurám velké oči tvaru mandle, které si jeho zákazníci oblíbili.“ West byl blízkým přítelem Benjamina Franklina, jehož portrét maloval. Franklin byl také kmotrem druhého Westova syna Benjamina.

## Cesta do Itálie
West byl sponzorovaný Williamem Smithem a Williamem Allenem (5. srpna 1704 – 6. září 1780), bohatým obchodníkem, právníkem a šéfem justice provincie Pensylvánie a zároveň starostou Filadelfie během koloniálního období. V roce 1760 odcestoval West do Itálie ve společnosti Skota Williama Patouna, malíře, který se později stal sběratelem umění. Za pobytu v Itálii West rozšířil svůj umělecký repertoár kopírováním originálních prací italských malířů, jako byli Tizian a Rafael. V Římě se setkal s řadou mezinárodních neoklasických umělců, mezi něž patřili Němec Anton Raphael Mengs, Skot Gavin Hamilton a švýcarská malířka Angelica Kauffmanová

## Anglie
V srpnu 1763 přijel West do Anglie. Měl v úmyslu zůstat v Anglii pouze krátce ale ve skutečnosti se už nikdy do Ameriky nevrátil. Měsíc zůstal v Bath s Williamem Allenem a na přání svého otce navštívil nevlastního bratra Thomase Westa v Readingu. V Londýně byl představen Richardu Wilsonovi a jeho žáku Joshua Reynoldsovi. Přestěhoval se do domu v Bedford Street v Covent Garden. První obraz, který v Anglii namaloval Angelica and Medora (Angelica a Medora), spolu s portrétem generála Roberta Montforta a obrazem Cymon and Iphigenia (Cymon a Iphigenia), namalované v Římě, byly vystaveny na výstavě v Spring Gardens v roce 1764. V roce 1765 se v kostele svatého Martina v polích oženil s Elizabeth Shewellovou, kterou potkal ve Filadelfii. Dr. Markham, ředitel Westminsterské školy představil Westa Samuelu Johnsonovi, Edmundu Burkeovi, biskupovi z Bristolu Thomasu Newtonovi, biskupovi z Worcesteru Jamesovi Johnsonovi, a Robertu Hay Drummondovi, arcibiskupovi z Yorku. V roce 1766 West navrhl schéma obrazové výzdoby Katedrály sv. Pavla v Londýně. Jeho návrh biskup odmítl, ale jeho myšlenka o namalování oltáře pro kostel sv. Štěpána ve Walbrooku byla přijata. V té době také získal uznání za své obrazy s klasickými náměty jako jsou Orestes and Pylades (Orestes a Pyladés) a The Continence of Scipio (Zdrženlivost Scipiova). Benjamin West byl v Anglii znám jako americký Raphael. Jeho obraz archanděla Michaela Binding the Devil (Spoutání ďábla) v rafaelovském stylu je ve sbírce Trinity College v Cambridge. Drummond se snažil získat peníze pro Westa, aby se mohl vzdát pouhého portrétování a věnovat se ambicióznějším kompozicím. Když se mu to nepodařilo, pokusil se – s větší úspěchem – přesvědčit krále Jiřího III., aby Westa podporoval. Malíř si vytvořil s králem dobrý vztah a oba muži vedli dlouhé diskuse o anglickém umění. Vznikla také myšlenka založení Královské akademie v Anglii. Akademie vznikla v roce 1768, kdy se West stal jedním z předních vůdců opozice vůči sdružení umělců Society of Artists of Great Britain Joshua Reynold se stal prvním prezidentem Akademie. V roce 1772 král Jiří III. jmenoval Westa dvorním malířem s ročním platem 1000 liber. West vytvořil sérii osmi velkých pláten zobrazujících život Eduarda III. Pro St. Georgeův sál ve Windsorském paláci navrhl cyklus 36 děl na téma pokrok zjeveného náboženství, z nichž bylo nakonec 28 zhotoveno. Také namaloval devět portrétů členů královské rodiny, včetně dvou královských portrétů. Od roku 1791 až do své smrti byl královským úředním uměleckým odhadcem. Byl mu nabídnut rytířský titul, ale West titul odmítl s prohlášením, že samo umění je reprezentací lidské krásy, ideálně dokonalé v designu, půvabu a vznešeného postoje.

## Smrt vítěze od Québecu – generála Wolfa
V roce 1770 namaloval West své nejslavnější dílo Smrt generála Wolfa. Na obraze není zachycena skutečná scéna generálovy smrti. West zkomponoval scénu podle vzoru piety, kde středem scény je umučený Kristus. Na Westově obraze je centrem umírající generál. Do jeho blízkosti umístil malíř dvě postavy, které skutečně patřily k přímým účastníkům bitvy na Abrahámových polích. Doktor Thomas Hinde v modré uniformě, jenž ovšem ve skutečnosti nemohl umírajícímu pomoci, generál na svá zranění zemřel během pár minut. Bezmocný byl i kapitán Harvey Smythe, kterého malíř umístil u zraněné pravé ruky generála. Navíc ani Hinde ani Smythe nebyl umírajícímu Wolfovi nablízku. Zato poručík Henry Brown u generála v okamžiku jeho smrti byl, ovšem nad hlavou neměl zástavu, ale tak jako ostatní účastníci bitvy, mušketu. Další dvě osoby které současníci na obraze identifikovali jsou William Johnson v zelené uniformě harcovníků a za ním stojící generál Simon Fraser Lovat ze 78. regimentu horalů ve skotském kiltu. Malíř je vkomponoval do obrazu, přestože ani Fraser ani Johnson se bitvy na nezúčastnil. Kuriózní je pak přítomnost indiánského bojovníka. Indiáni se sice bitvy zúčastnili, ale nikoli na straně Angličanů a už vůbec neměli možnost ocitnout se v generálově těsné blízkosti. Nad postavou Indiána si lámou hlavu vykladači motivů slavného díla už od jeho vzniku. Podle jedné verze West do obrazu umístil Indiána jako symbol Ameriky. Jiná verze odkazuje na romantickou představu ušlechtilého divocha, což je ale v přímém protikladu s dobovým obrazem Indiána jako bestiálního spojence nepřítele ve francouzsko-indiánské válce u britské a americké veřejnosti. West odmítl návrh koncepce díla jako zobrazení antické tragédie. Naopak, zvolil koncepci připomínky francouzsko-indiánské války, což zdůraznil dobovým oblečením. Obraz byl vystaven v roce 1771 v Královské akademii. Stal se jedním z nejčastěji reprodukovaných obrazů tohoto období. Tímto dílem se West vrátil k námětu z francouzsko-indiánské války, obrazu, který namaloval v roce 1768, General Johnson Saving a Wounded French Officer from the Tomahawk of a North American Indian (Generál Johnson zachraňuje zraněného francouzského důstojníka před tomahawkem severoamerického indiána). West se stal známým pro své rozsáhlé historické malby. Používal expresivní postavy, barvy a kompoziční schémata, která divákovi pomáhají ztotožnit se se scénou, což West nazýval epická reprezentace. Jeho dílo z roku 1778 Battle of the Boyne líčí vítězství Viléma III. Oranžského v bitvě u Boyne v roce 1690 a silně ovlivnilo Vilémovu image. V roce 1806 namaloval The Death of Nelson (Nelsonova smrt) jako vzpomínku smrti Horatio Nelsona v bitvě u Trafalgaru.

## Pozdější náboženské obrazy

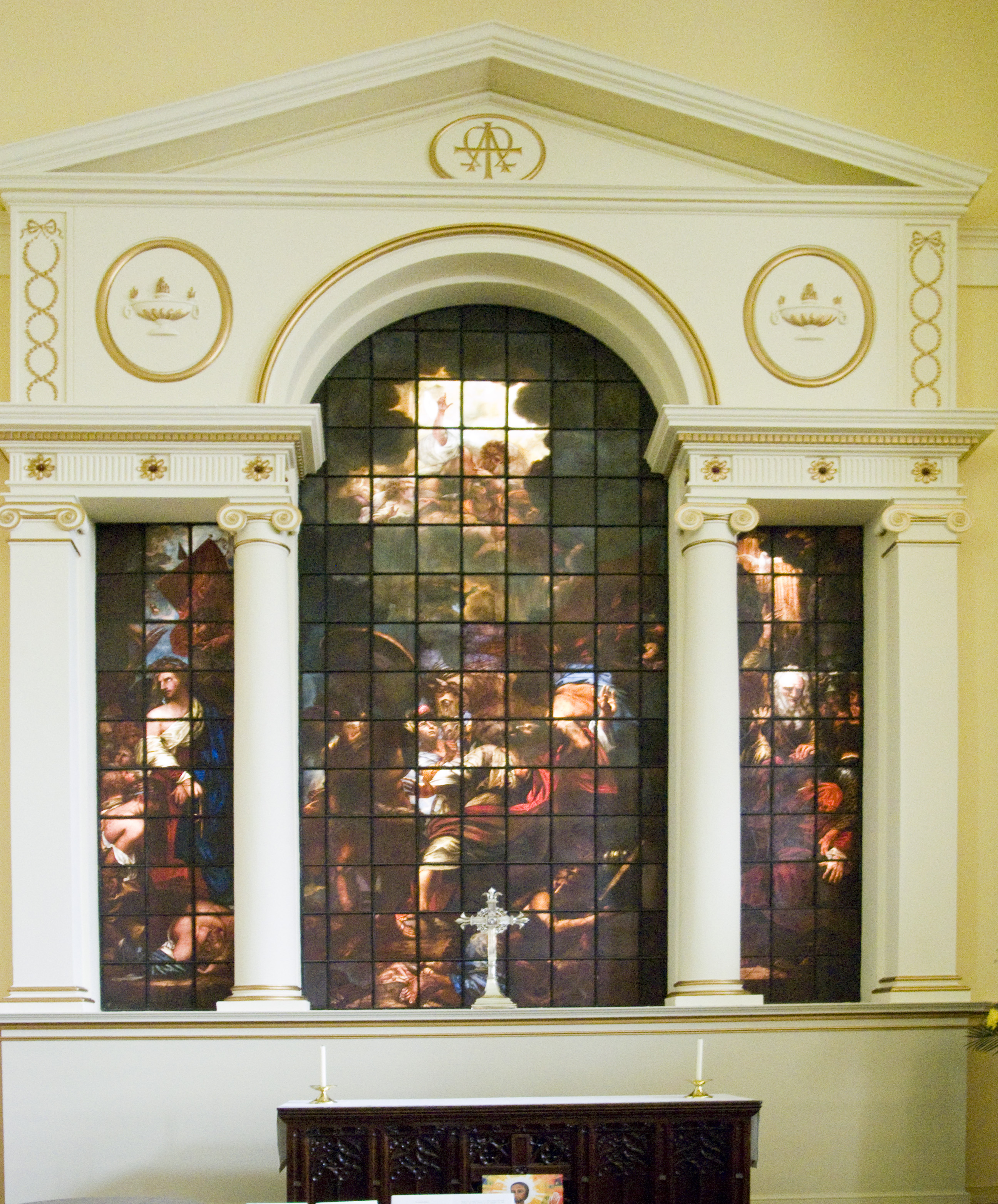
Východní okno v kostele sv. Pavla v Birminghamu

Chrám sv. Pavla v Birminghamu má smaltované vitrážové východní okno, které v roce 1791 vytvořil Francis Eginton, podle Westova oltářního obrazu z roku 1786. Zobrazuje konverzi sv. Pavla. West byl zvolen zahraničním čestným členem americké akademie umění a věd v 1791. West je také proslulý prací pro kapli sv. Petra a Pavla, která je nyní součástí královské námořní vysoké školy Old Royal Naval College v Greenwich v Londýně. Jeho práce, obraz The Preservation of St Paul after a Shipwreck at Malta, (Zachránění sv. Pavla po ztroskotání lodi na Maltě) ilustruje Skutky apoštolů: 27 a 28. West také navrhoval náměty pro další obrazy v kapli vytvořené Biaggio Rebeccou. Počátkem 19. století ztrácí West královský patronát. Naskýtá se mu tak příležitost začít malovat řadu rozsáhlých náboženských děl. První, Christ Healing the Sick (Kristus uzdravuje nemocné) byl původně určen jako dar pro Pensylvánskou nemocnici ve Filadelfii. Nakonec West prodal obraz Britskému Institutu za 3 000 liber, ten ho následně předal Národní galerii. Do Filadelfie poslal West svou kopii obrazu. Úspěch obrazu ho vedl k namalování řady dokonce větších děl, včetně jeho Death on the Pale Horse (Smrt na bledém koni) z roku 1817.

## Královská akademie
West byl po smrti zakládajícího prezidenta Královské akademie, Sira Joshui Reynoldse v roce 1792 zvolen prezidentem Královské akademie, přestože jeho kandidatura byla nejprve Reynoldsem odmítnuta. Také další akademici, pro které byl West příliš ambiciózní, s jeho jmenováním nejprve nesouhlasili. V roce 1805 West rezignoval a byl nahrazen zuřivým soupeřem, architektem Jamesem Wyattem. West byl opět zvolen prezidentem následujícího roku a ve funkci zůstal až do své smrti.

## Žáci
Mnoho amerických umělců přijíždělo studovat k Westovi do Londýna: Ralph Earl a později jeho syn Ralph Eleaser Whiteside Earl, Samuel Morse, Robert Fulton, Charles Willson Peale, Rembrandt Peale, Matthew Pratt, Gilbert Stuart, John Trumbull, Washington Allston, Thomas Sully, John Green a Abraham Delanoy.

## Smrt
West zemřel ve svém domě v Newman Street v Londýně 11. března 1820 a byl pohřben v katedrále sv. Pavla.

## Galerie

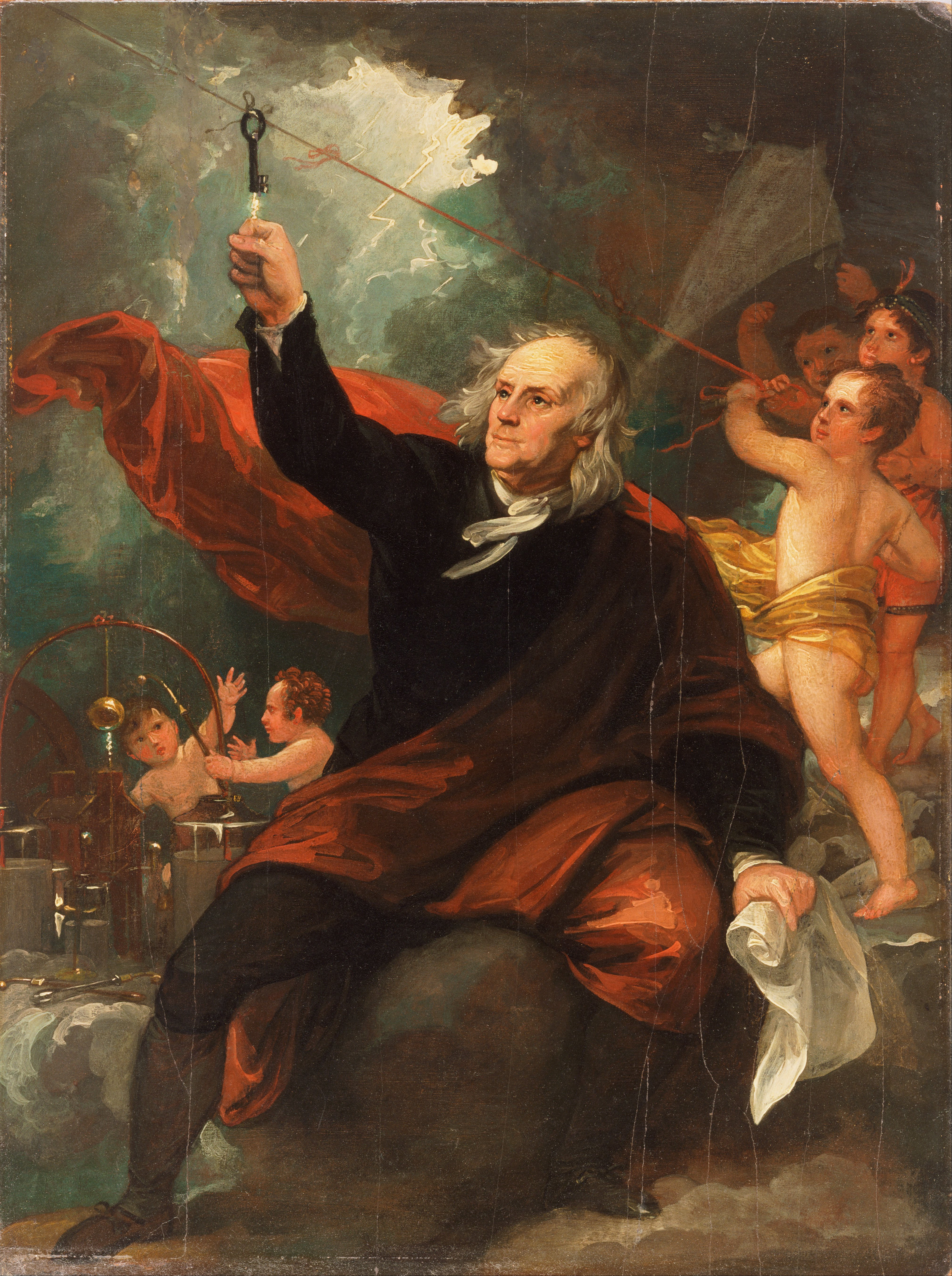
Benjamin Franklin stahující elektrickou energii z nebe (Benjamin Franklin Drawing Electricity from the Sky), olej na břidlici, rozměry výška: 340,11 mm; Šířka: 256,29 mm
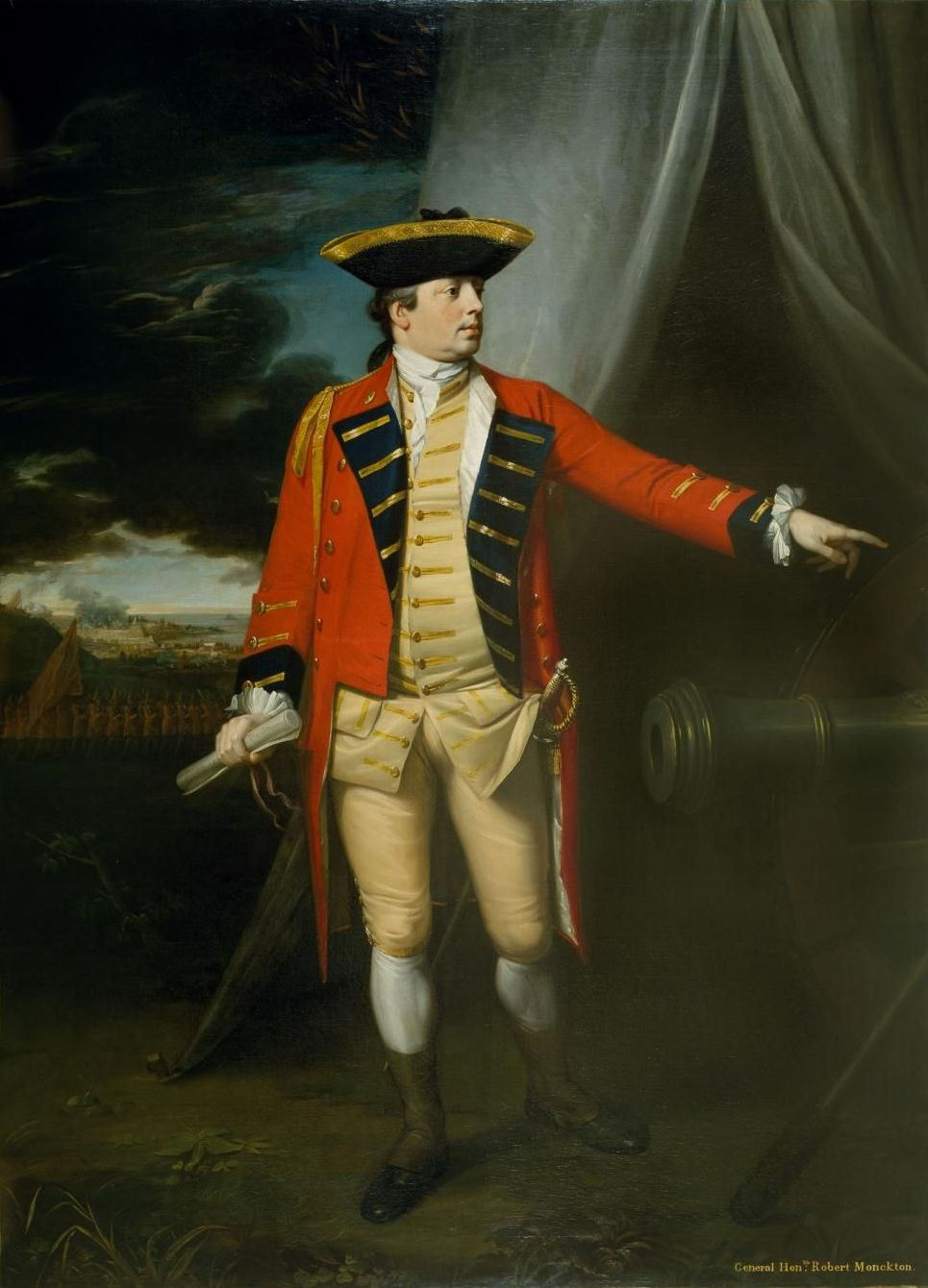
Robert Monckton, 1762
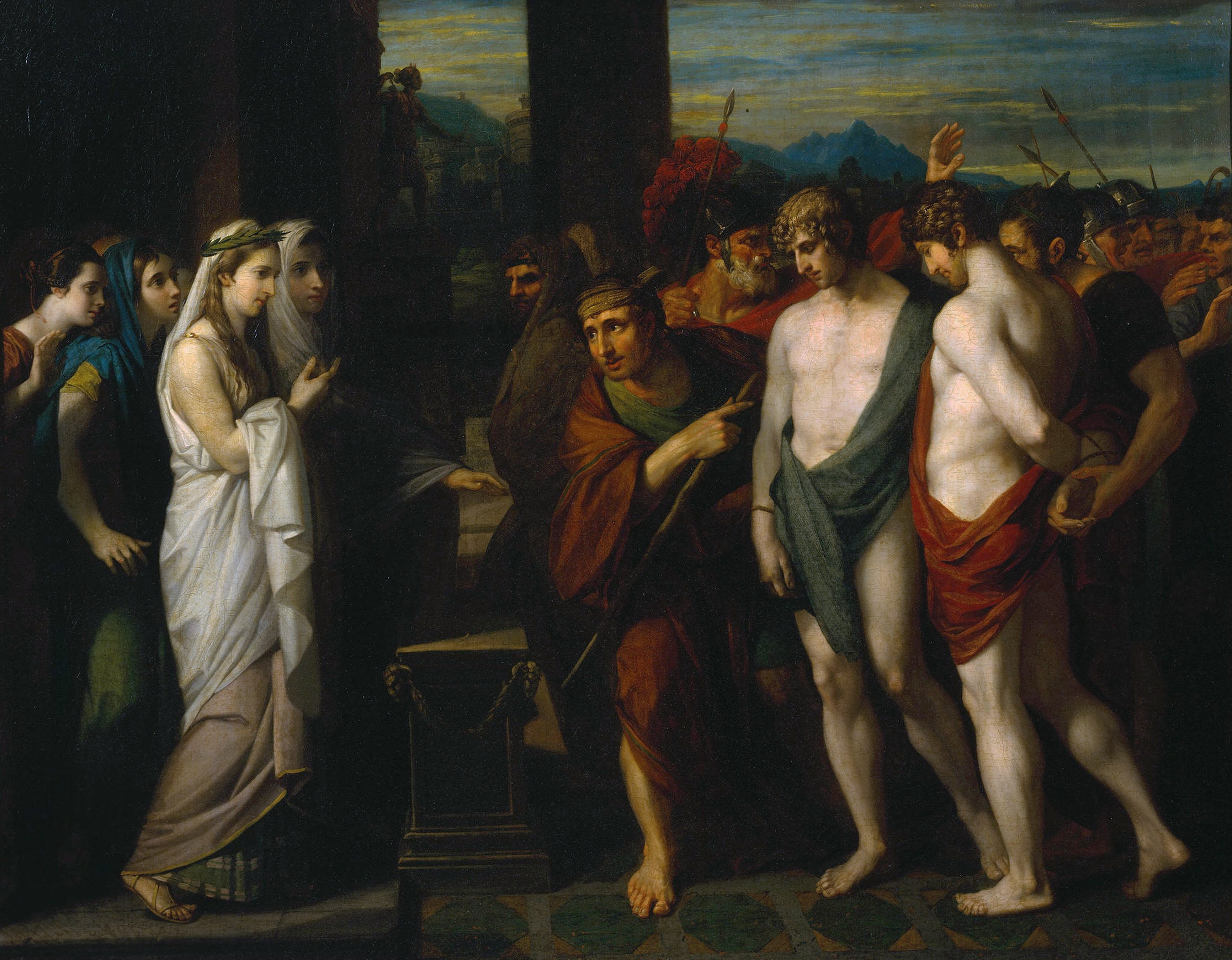
Pylades a Orestes před Ifigenií (Pylades and Orestes Brought as Victims before Iphigenia), 1766
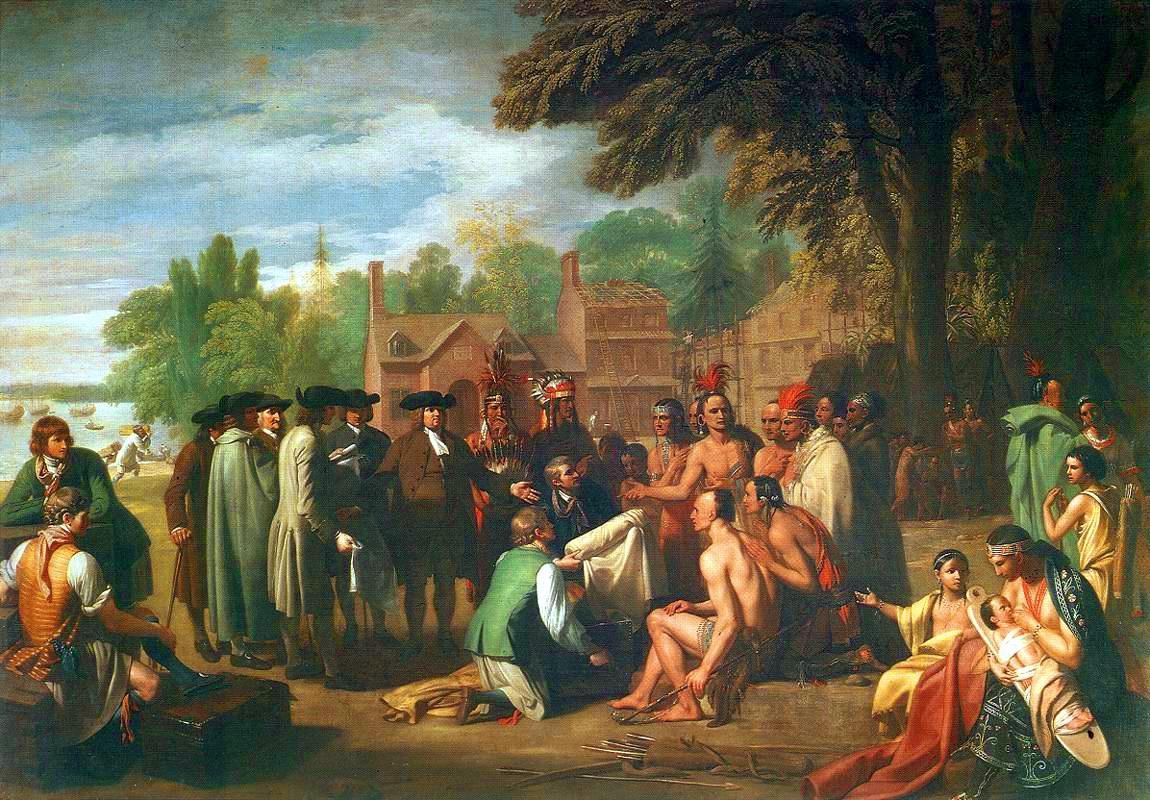
Uzavření smlouvy s Indiány (Treaty of Penn with Indians), 1772
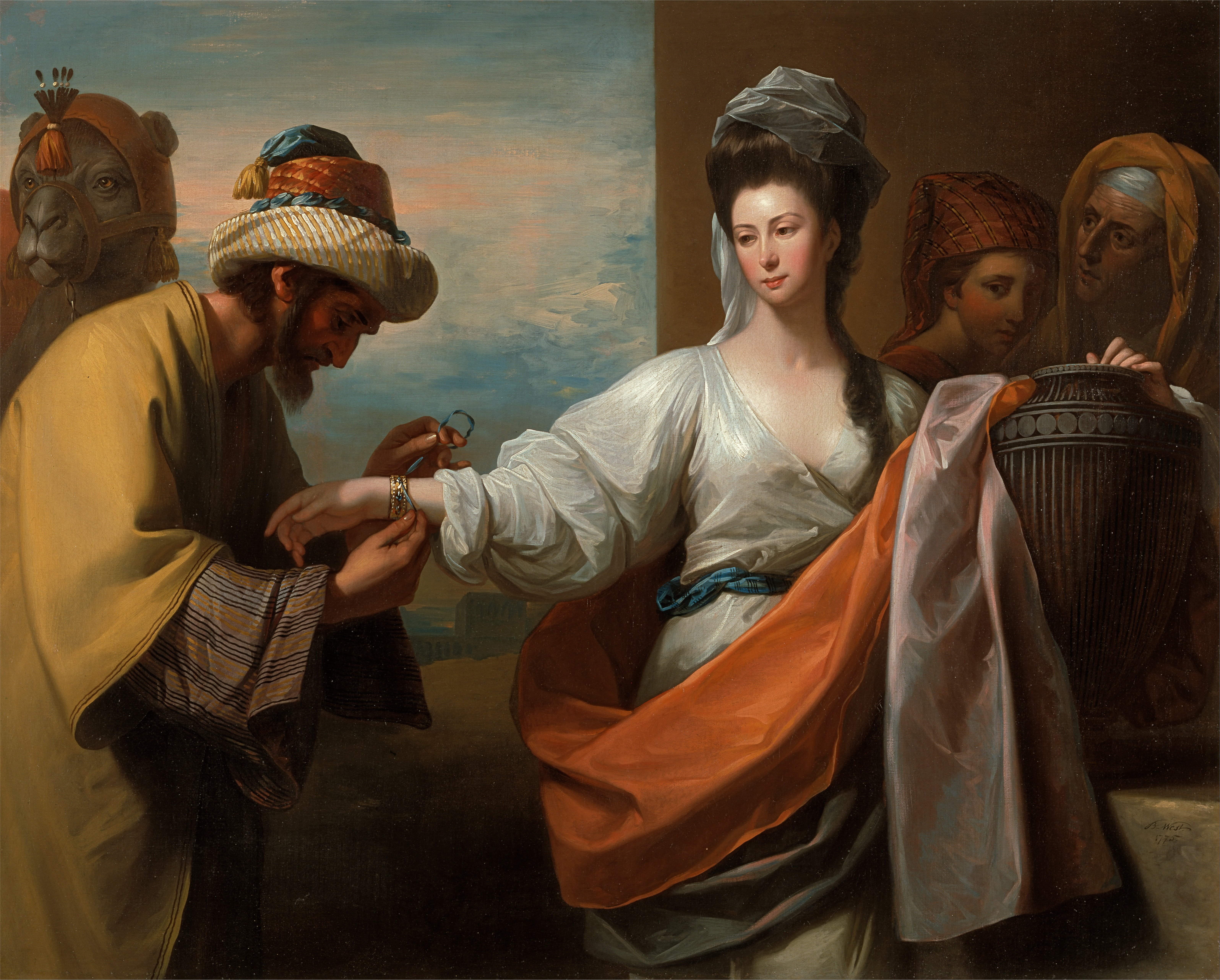
Isaacův sluha navléká náramek na Rebeččinu paži (Isaac's Servant Tying the Bracelet on Rebecca's Arm), 1775
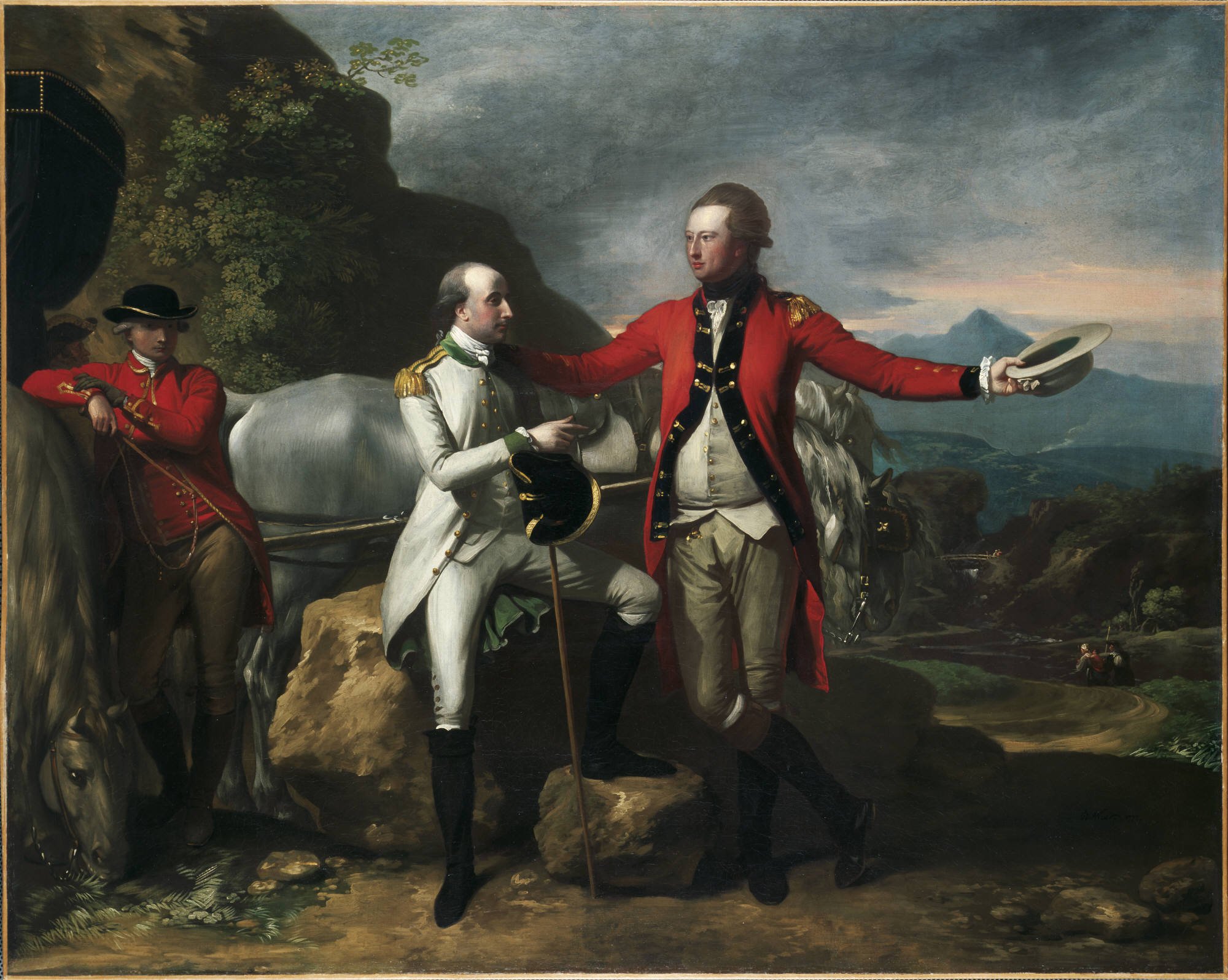
Dva důstojníci s ženichem (Two Officers and a Groom in a Landscape), 1777
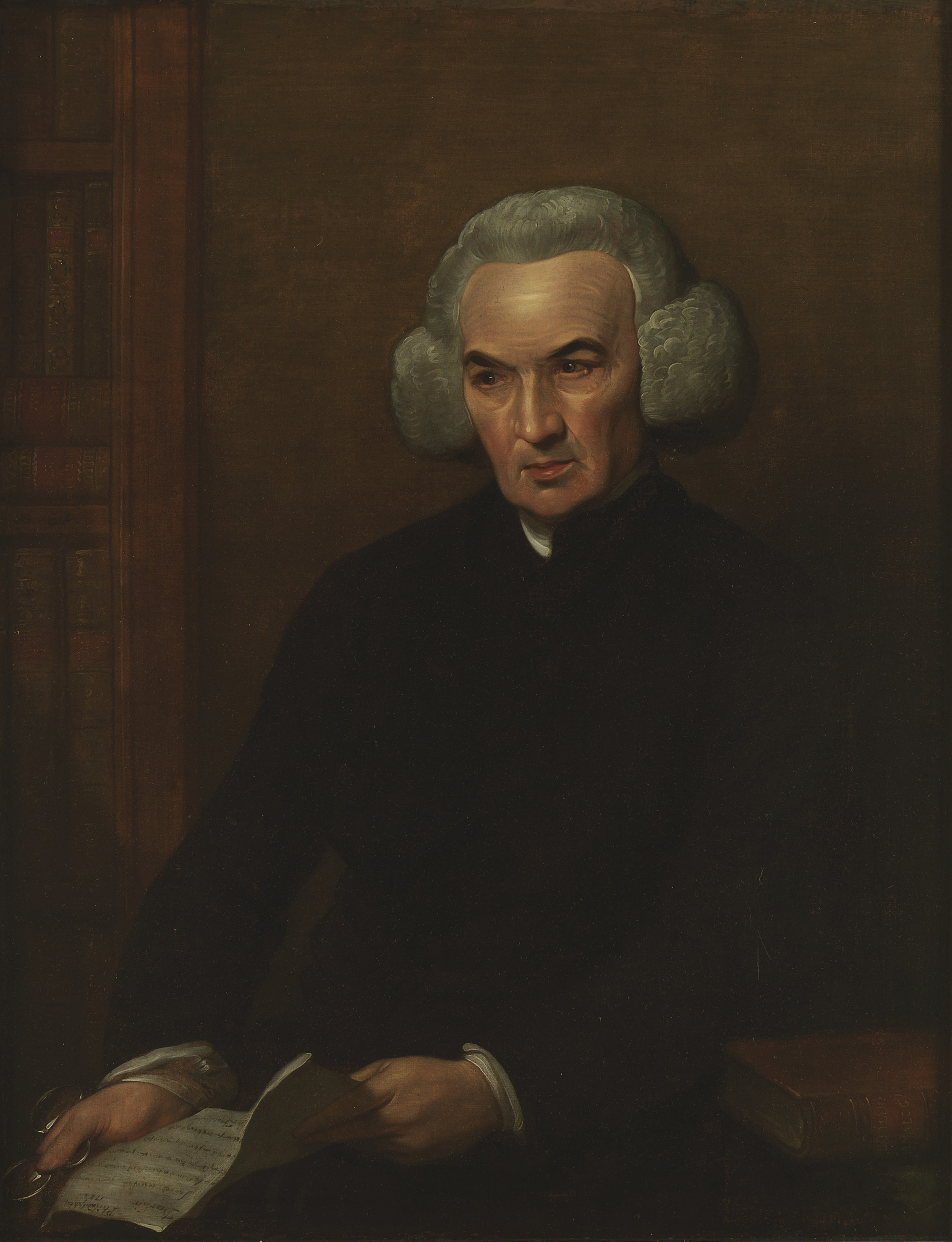
Dr. Richard Price – velšský filosof (Welsh moral philosopher Richard Price), 1784
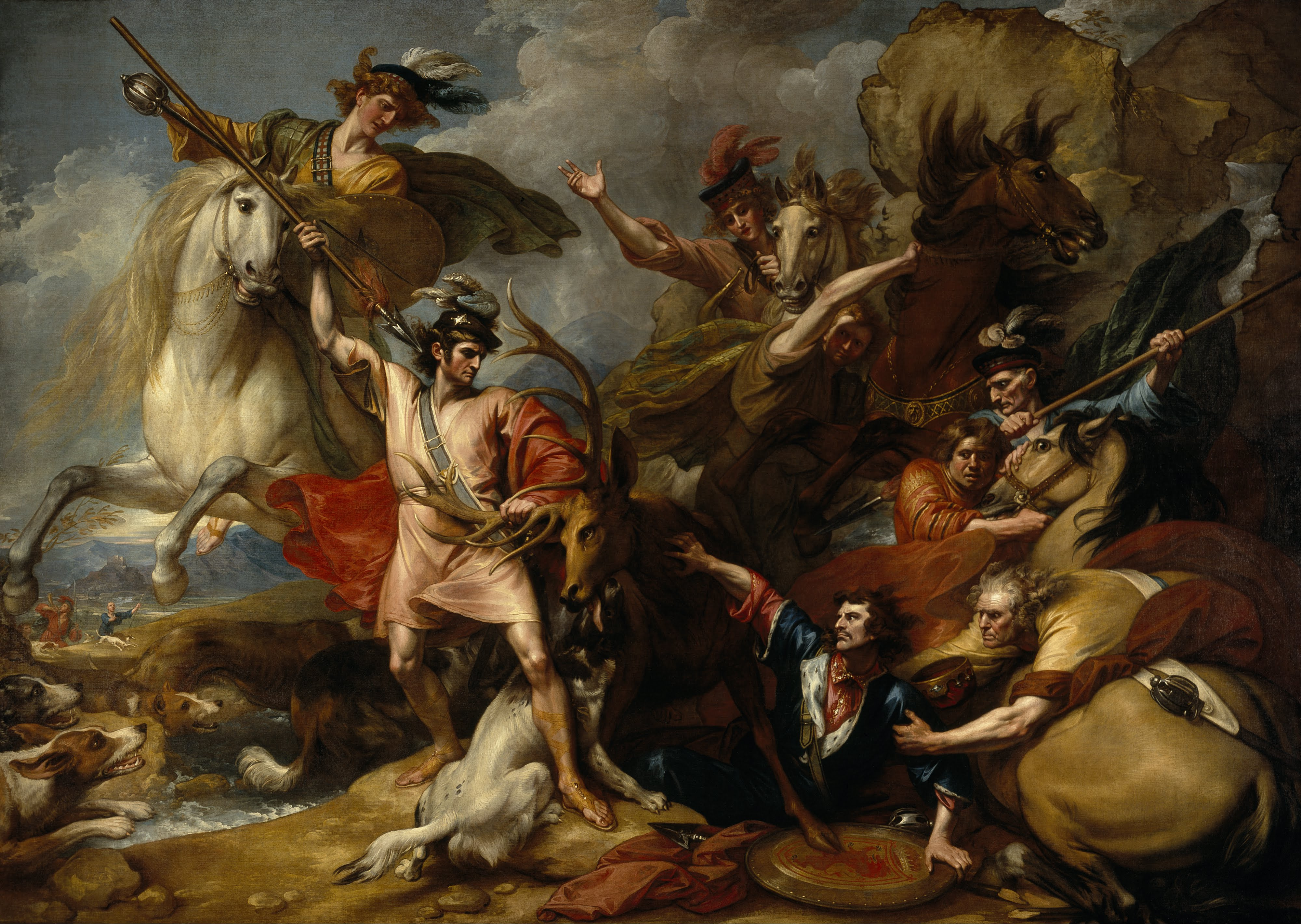
Smrt jelena (Death of a Stag) či Alexandr III. Skotský zachráněný od vzteklého jelena nebojácným Colinem Fitzgeraldem (Alexander III of Scotland Rescued from the Fury of a Stag by the Intrepidity of Colin Fitzgerald), 1786
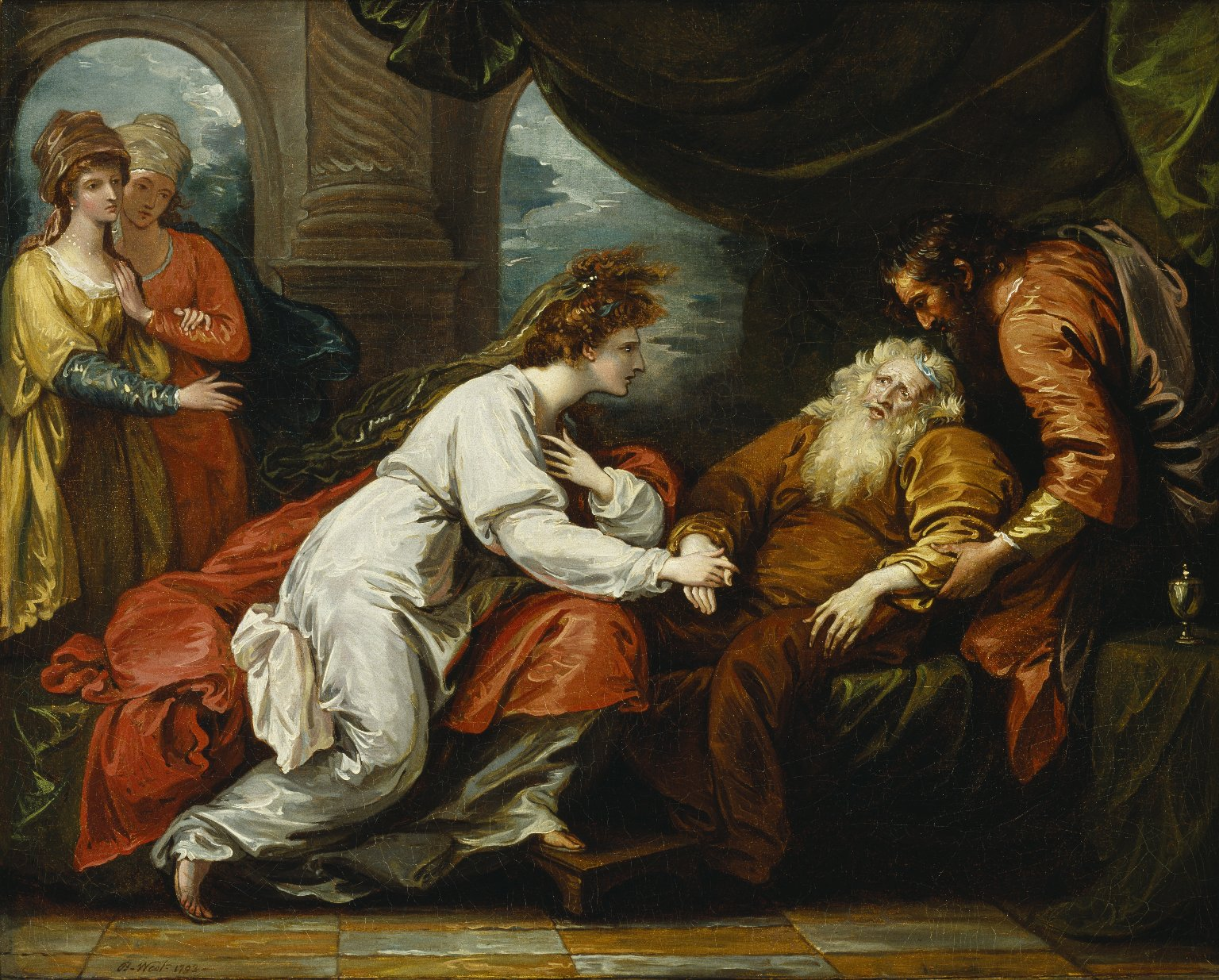
Král Lear s Kordélií (King Lear and Cordelia), 1793
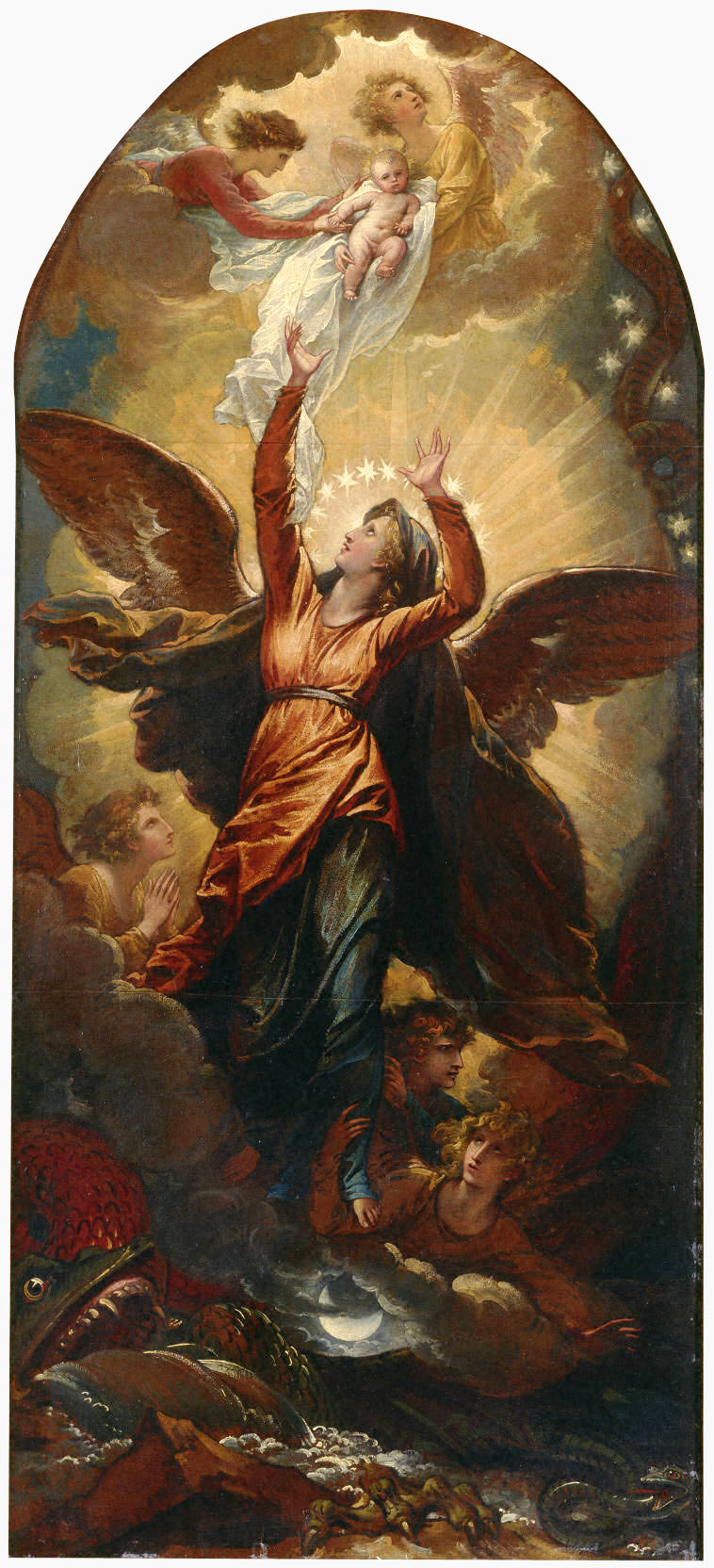
Žena oblečená do slunce prchá před pronásledováním draka (The Woman Clothed with the Sun Fleeth from the Persecution of the Dragon), asi 1797
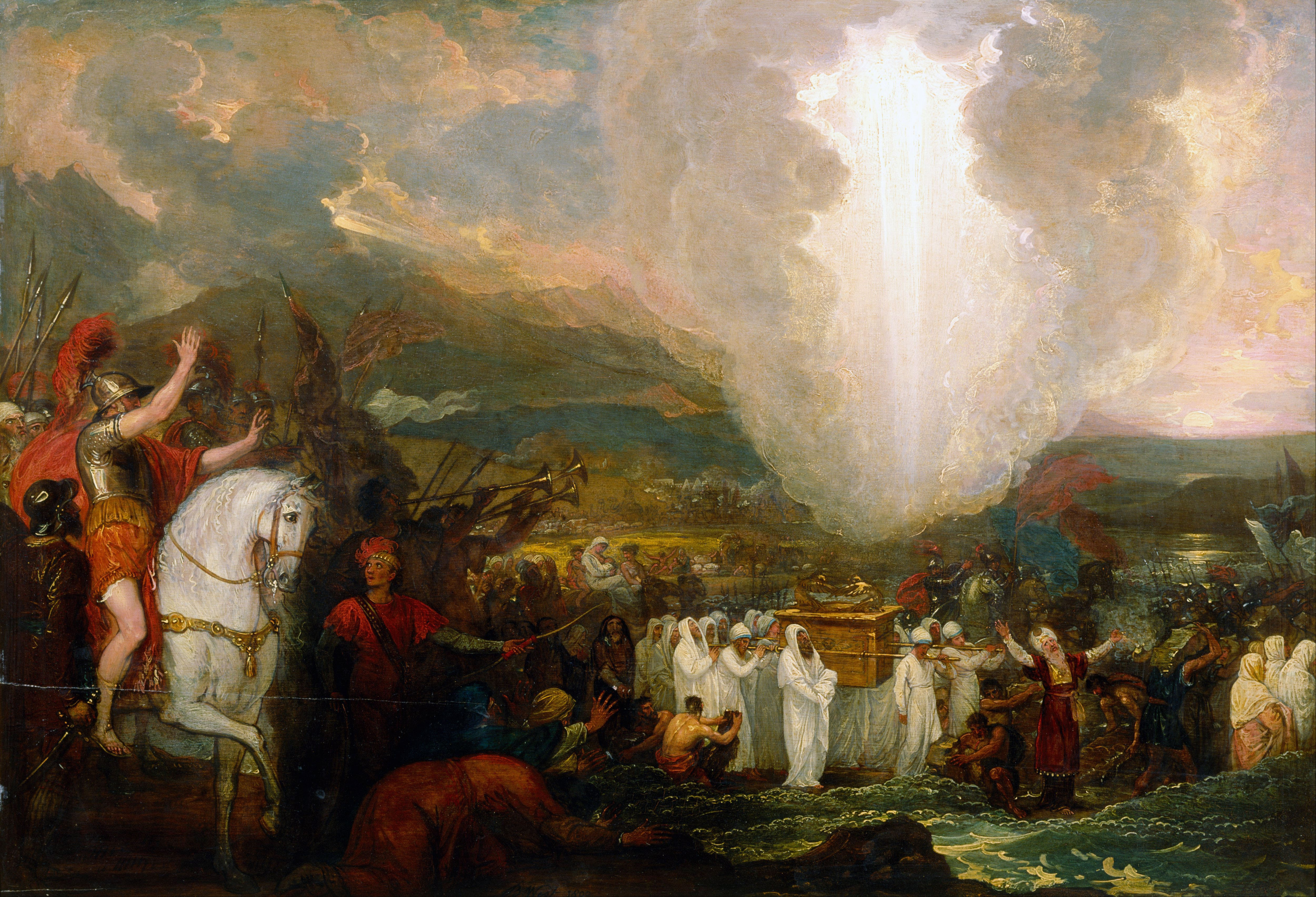
Jozue přechází řeku Jordán s archou úmluvy (Joshua passing the River Jordan with the Ark of the Covenant), 1800
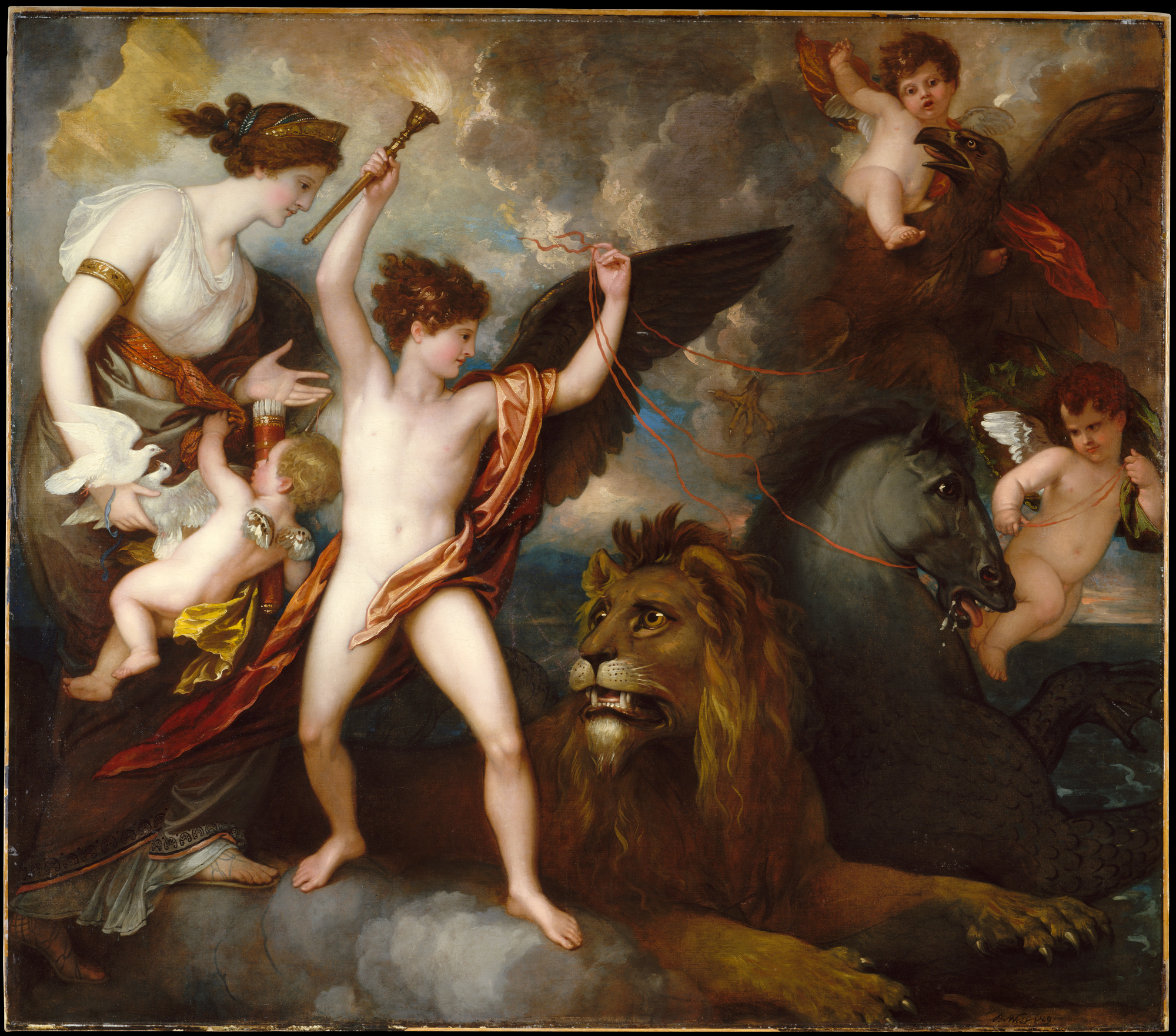
Vítězství lásky (Omnia Vincit Amor), 1809
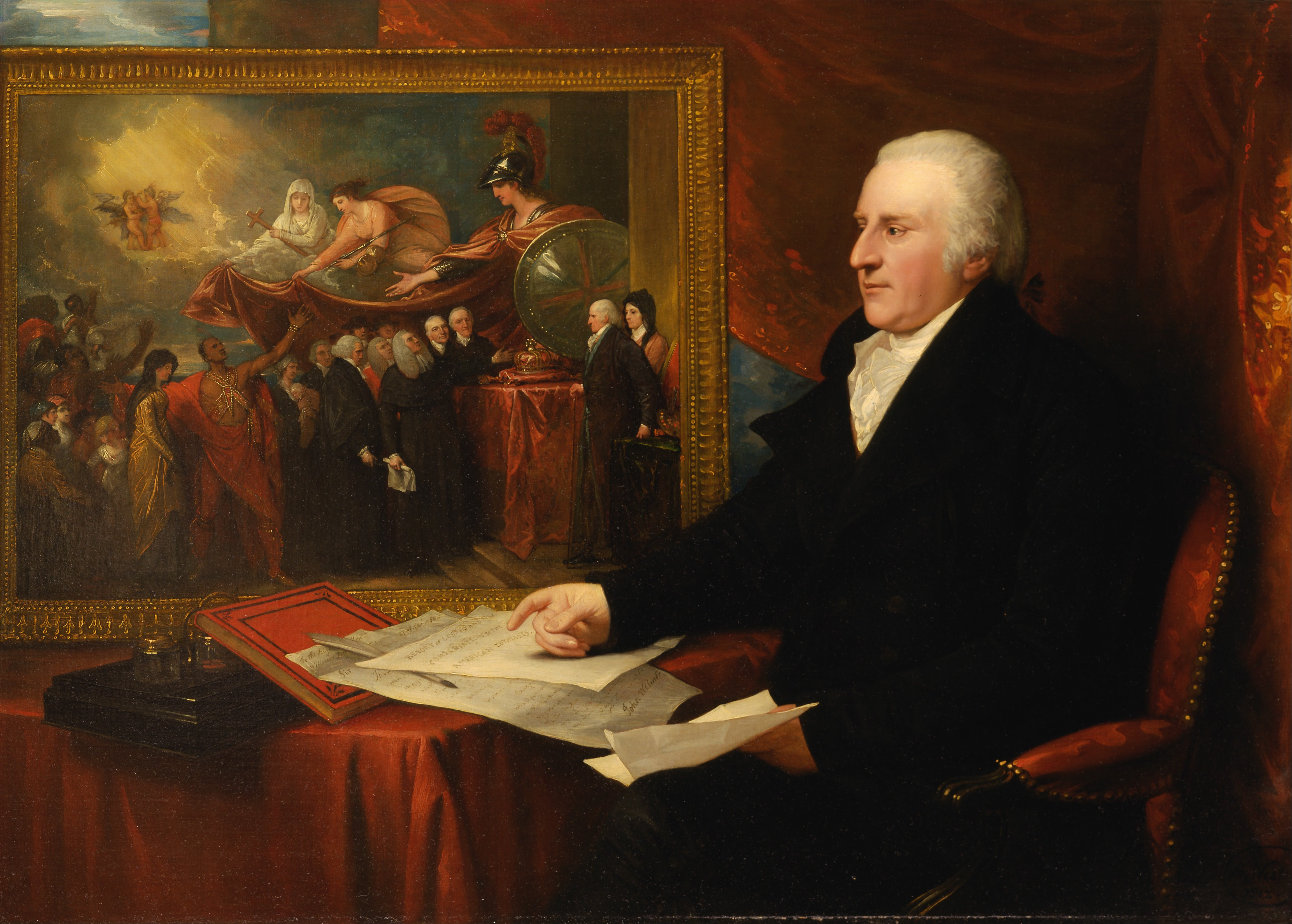
John Eardley Wilmot, 1812
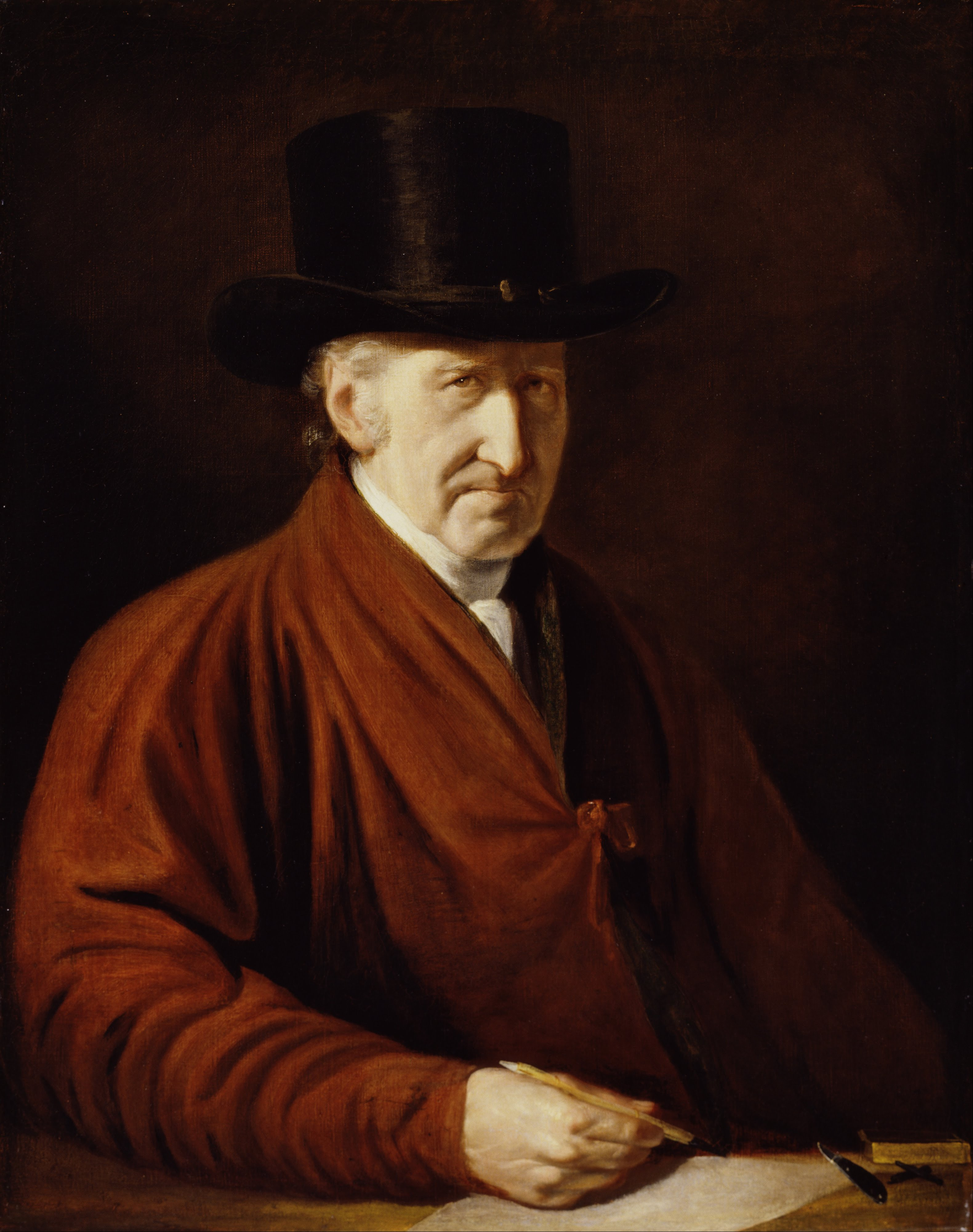
Vlastní portrét (Self-Portrait), 1819
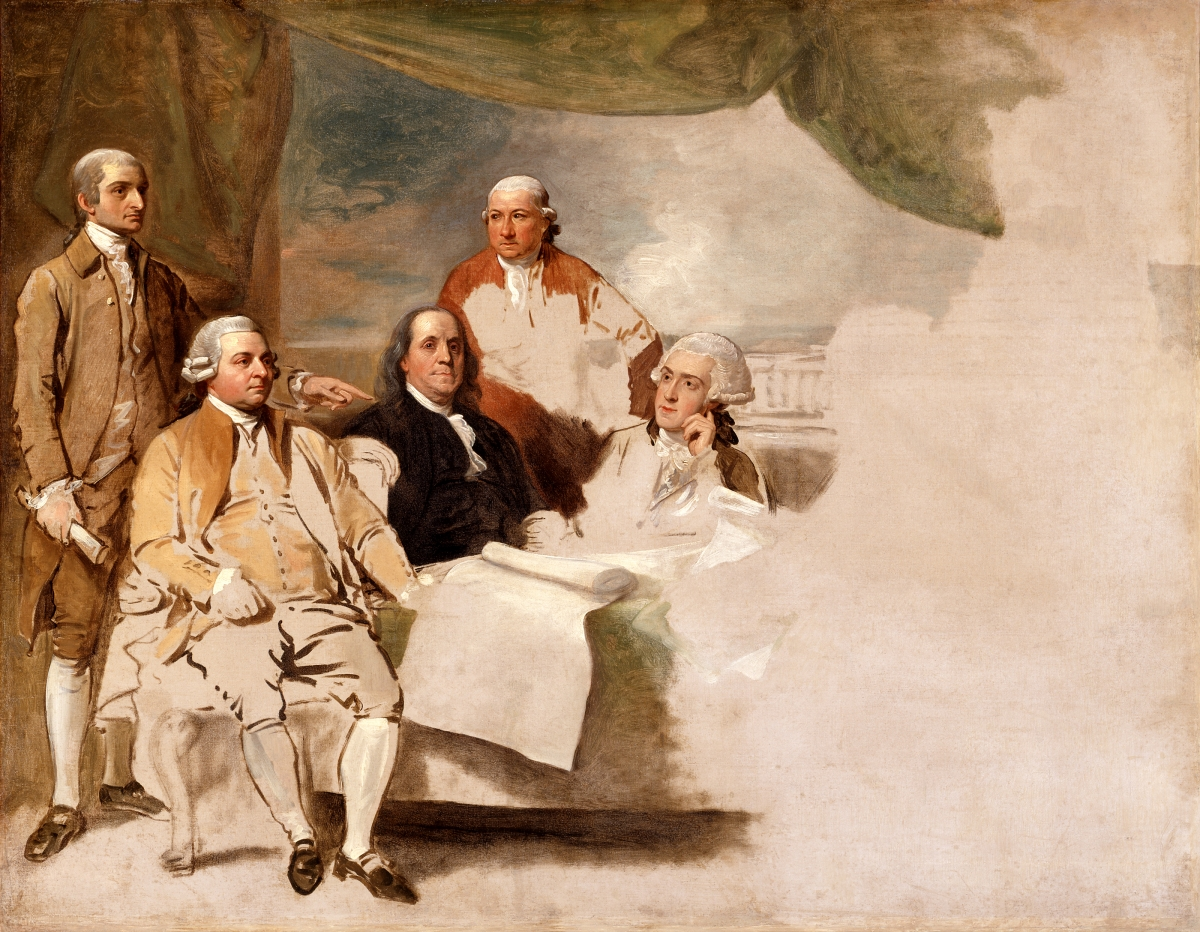
Pařížská smlouva. (Treaty of Paris), zachycuje americkou delegaci při podpisu Pařížské smlouvy roku 1783, britská delegace odmítla pózovat a obraz nebyl nikdy dokončen, 1783–1784